# Джонс-Смоук, Маршия
Ма́ршия И́нгрем Джонс-Смо́ук (англ. Marcia Ingram Jones-Smoke; 18 июля 1941, Оклахома-Сити) — американская гребчиха-байдарочница, выступала за сборную США в середине 1960-х — начале 1970-х годов. Участница трёх летних Олимпийских игр, бронзовый призёр Олимпийских игр в Токио, многократная чемпионка первенств Соединённых Штатов и Северной Америки.

## Биография
Маршия Джонс родилась 18 июля 1941 года в Оклахома-Сити. Увлёкшись греблей на байдарках и каноэ, проходила подготовку в каноэ-клубе под названием «Найлз».
Первого серьёзного успеха на взрослом международном уровне добилась в сезоне 1964 года, когда окончила Университет штата Мичиган, попала в основной состав американской национальной сборной и благодаря череде удачных выступлений удостоилась права защищать честь страны на летних Олимпийских играх в Токио. В зачёте одиночных байдарок на дистанции 500 метров завоевала бронзовую олимпийскую медаль, уступив в финале только советской гребчихе Людмиле Пинаевой и румынке Хильде Лауэр.
Став бронзовой олимпийской призёркой, Джонс вскоре вышла замуж за американского гребца Уильяма Смоука и взяла его фамилию — при этом она осталась в основном составе гребной команды США и продолжила принимать участие в крупнейших международных регатах. В частности, в 1967 году она побывала на Панамериканских играх в Виннипеге, где одержала победу во всех трёх женских дисциплинах: в одиночках, двойках и четвёрках. Позже отправилась представлять страну на Олимпийских играх 1968 года в Мехико — в программе одиночных байдарок заняла в финале четвёртое место, остановившись в шаге от призовых позиций, тогда как в двойках вместе со своей старшей сестрой Сперри Радемакер стала в решающем заезде лишь седьмой.
Будучи в числе лидеров американской национальной сборной, Маршия Джонс-Смоук благополучно прошла квалификацию на Олимпийские игры 1972 года в Мюнхене, где заняла в полукилометровой дисциплине байдарок-одиночек девятое место, уступив победившей советской гребчихе Юлии Рябчинской более четырёх секунд.
Джонс-Смоук практически на протяжении всей своей спортивной карьеры не знала конкуренции со стороны других американских байдарочниц и в зачёте американских национальных первенств никому не проигрывала кроме сестры Сперри. Она 34 раза становилась чемпионкой США в различных гребных дисциплинах, побив рекорд в 33 победы, который долгое время принадлежал Эрнесту Риделу. В 1981 году Джонс неожиданно вернулась в большой спорт и выиграла ещё одно американское национальное первенство — таким образом, общее количество её побед составляет 35. Также 24 раза побеждала в гонках чемпионатов Северной Америки.
Её сын Джеффри Смоук впоследствии тоже стал довольно успешным байдарочником, в 2004 году он выступал на Олимпийских играх в Афинах.